# فريق النجوم
فريق النجوم مسلسل رسوم متحركة فرنسي إيطالي كندي من انتج بين عامي 2006-2007 . تمت دبلجة المسلسل للغة العربية .

## روابط خارجية
- Official Team Galaxy website نسخة محفوظة 20 أغسطس 2006 على موقع واي باك مشين.
- YTV Team Galaxy page [Internet Archive, March, 23 2010]
- فريق النجوم على موقع IMDb (الإنجليزية)
- فريق النجوم على موقع ميتاكريتيك (الإنجليزية)
- فريق النجوم على موقع كينوبويسك (الروسية)
- فريق النجوم على موقع ألو سيني (الفرنسية)
- فريق النجوم على موقع قاعدة بيانات الفيلم (الإنجليزية)
- The Unofficial Team Galaxy Website [Internet Archive, July, 12 2013]